# Siete de Nueve
Siete de Nueve (en idioma original, Seven of Nine; nacida como Annika Hansen) es un personaje ficticio que aparece en el universo Star Trek. Apareciendo por primera vez en la serie de televisión Star Trek: Voyager e interpretada por la actriz Jeri Ryan, es una ex dron Borg que se une a la tripulación de la nave espacial Voyager de la Federación. Su designación Borg completa era Siete de Nueve, Adjunto Terciario de Unimatrix Zero One.  Si bien sus compañeros de tripulación conocieron su nombre de nacimiento, después de unirse a la tripulación de la Voyager decidió seguir llamándose Siete de Nueve, aunque permitió que "Siete" se usara informalmente. 
Seven of Nine se presentó en el estreno de la cuarta temporada, "Scorpion, Part II". El personaje reemplazó a Kes en el elenco principal y tenía como objetivo presentar un contraste para la capitana Kathryn Janeway, similar al papel que Spock desempeña para el capitán Kirk en Star Trek: The Original Series. El personaje apareció hasta el episodio final, "Endgame". A lo largo de la serie aparecieron historias relacionadas con su relación con la Capitana Janeway y con El Doctor; Algunos episodios, como "The Raven", exploraron sus antecedentes y su vida anterior como Annika Hansen antes de ser asimilada por los Borg.
El personaje también aparece en la serie Star Trek: Picard como un personaje recurrente en la primera temporada antes de ser ascendida a principal para la segunda y tercera temporada.

## Creación y desarrollo
Después de la tercera temporada de Star Trek: Voyager, el equipo de producción decidió que el personaje principal del elenco, Kes, sería eliminado del programa. Se decidió que la capitana Kathryn Janeway necesitaba un personaje contrastante, por lo que se desarrolló Seven of Nine para desempeñar este papel. Había sido un elemento básico anterior de Star Trek tener un personaje que pudiera proporcionar una visión en tercera persona de la condición humana, ejemplos anteriores que incluyen a Spock en Star Trek: The Original Series y Data en Star Trek: The Next Generation  y Odo en Star Trek: Espacio profundo nueve. Además, los productores de Voyager habían querido hacer un mayor uso de Los Borg como antagonistas recurrentes en el programa, particularmente después del éxito del largometraje Next Generation de 1996, Star Trek: First Contact.
Después de haber sido elegida para el personaje, Jeri Ryan admitió saber poco del mundo de Star Trek y que no sabía nada de los Borg. Para prepararse, los productores le dieron una copia de la película Star Trek VIII: Primer contacto y de la enciclopedia de Star Trek.Se le dijo específicamente que no basara su actuación en la Reina Borg de la película ya que ella era un "animal completamente diferente y [ellos] estaban creando algo completamente nuevo". Su experiencia como actriz hasta este momento había consistido en películas para televisión, apariciones especiales y Dark Skies.
Su proceso de audición consistió en dos lecturas para los productores antes de que se le pidiera a Ryan que viniera a hablar sobre el papel con los productores ejecutivos, Jeri Taylor, Rick Berman y Brannon Braga. Después de esto, probó la red y le dijeron que su opción había sido elegida.  Ella comentó sobre su experiencia al unirse al equipo de Voyager : "Fue un poco incómodo ya que el elenco ya llevaba tres años juntos. Y uno de los personajes originales estaba siendo escrito prácticamente al mismo tiempo que yo", agregó. Pero el elenco fue fantástico y muy acogedor".  Aunque usó mucho maquillaje para sus primeras apariciones, incluido un ocular que se caía cuando sonreía, su régimen de maquillaje típico tomó alrededor de 45 minutos, con la colocación del aparato Borg sobre su ojo tomando una 15 minutos adicionales. Su peinado normalmente tomaba tanto tiempo como todo eso combinado. En los siguientes años, los escritores de la serie desarrollaron varias líneas argumentales para que el personaje desarrollara diversos aspectos de su humanidad, tanto negativos cómo positivos conservando la visión Borg.
Ryan afirmó que el leitmotiv de Siete es la humanidad. Además de que su personaje fue fundamental para el éxito de la serie, porque ella "aportó conflicto a la serie, que padecía un estancamiento... La tripulación de la Voyager era sólo una gran familia feliz... dentro de la gran tradición del mundo de Star Trek, Siete era una extraña que podía ver a la humanidad con todas sus contradicciones. También fue una continua frustración para el personaje de Kathryn Janeway. También recalcó que "Siete combinaba características no humanas en una atractiva imagen de humano" por ello Siete fue una gran apuesta por parte de los productores. En términos de imagen, los dos grandes retos fueron poder mantener el gesto serio que muestre una emoción reprimida. El poder reflejar esta tensión en el personaje le complació mucho a Ryan. en cuanto a su revelador vestuario plateado, a Ryan le parecía incómodo y poco práctico, pero valió la pena soportarlo en pro de la construcción de Siete.
Aunque Seven se presentó originalmente como un contraste para la Capitana Janeway, y las dos demostraron ser muy conflictivos, se ganaron respeto mutuo con el paso del tiempo. Más tarde, Ryan describió esto como una relación madre-hija en el programa, aunque dijo que los escritores habían logrado convertir al personaje en un adolescente más rebelde.  La inclusión de Seven of Nine como personaje principal del programa junto a Janeway y el Doctor fue criticada por otros actores. Robert Beltran, quien interpretó a Chakotay, sintió que su personaje, junto con Harry Kim, Tuvok y Neelix, habían sido pasados por alto. A medida que se acercaba el final de la serie, Ryan comentó que a ella "le encantaría hacer algo sin efectos especiales o goma pegada a mi cara, sería un buen cambio de ritmo".

### Vestuario
Su disfraz inicial, como se ve en "Scorpion" y el siguiente episodio, "The Gift", vio a Seven of Nine como un Borg completo. Ryan tardó unas dos horas y media en ponerse este conjunto, pero se cometió un error al medir el conjunto al no tener en cuenta las prótesis que debía usar para el papel. Esto cortó el suministro de sangre a través de su arteria carótida, provocando que se desmayara en dos ocasiones. Después de que llamaron dos veces a una enfermera para que le suministrara oxígeno, se modificó el disfraz para evitar que esto volviera a suceder.
Una vez que al personaje se le quitaron la mayoría de los implantes Borg, se requirió un nuevo disfraz. Ryan usó un mono plateado durante los primeros episodios, lo que el director Jesús Salvador Treviño dijo que durante el rodaje del episodio "Día de Honor" causó problemas ya que "casi cualquier ángulo de cámara inevitablemente termina enfatizando su sexualidad".  Ryan describió el nuevo disfraz como "un poco ajustado" y llevaba una prenda parecida a un corsé que daba la apariencia de costillas mecánicas.  Al menos una versión del disfraz tenía el corsé incorporado. Para darle mayor altura, los zapatos que formaban parte de su disfraz tenían tacones de cuatro pulgadas (10 cm) de altura. Ella dijo en una entrevista de 2012 que el traje del diseñador de vestuario Robert Blackman era una "proeza de ingeniería", pero requería un cierre de producción de 20 minutos si necesitaba usar el baño, ya que necesitaba ese tiempo más ayuda para conseguirlo dentro y fuera de él. Dijo que era tan ajustado y ceñido a la figura que "bien podría haber sido pintura corporal".

## Biografía del personaje
Siete de Nueve nació como Annika Hansen en la colonia Tendara, siendo hija de Magnus y Erin Hansen, dos exobiólogos obsesionados por el estudio de los Borg. La familia Hansen fue asimilada tras perseguir una nave Borg durante varios meses. Annika contaba entonces con seis años. Durante sus años como miembro del colectivo Borg, asimiló a cientos de individuos. Su designación completa era Siete de Nueve, adjunta terciaria a la Unimatrix cero uno.

### Desconexión e integración en la Voyager
Cuando Siete fue desconectada del Colectivo y pasó a formar parte de la tripulación de Voyager, no lo hizo de manera voluntaria. Añorando los millones de voces del Colectivo en su mente y la sensación de orden, el silencio y la ineficiencia de los humanos hizo que deseara volver a los Borg. Por otra parte, su carácter directo, lógico y frío le hizo granjearse muchas antipatías entre la tripulación de Voyager, pese al apoyo de la capitana Janeway y el Doctor, entre otros. Aun así todos la aprecian por los conocimientos y aptitudes científicas que ha obtenido de los Borg. Con el paso del tiempo fue adquiriendo habilidades sociales, hasta el punto de entablar muy inesperadamente una relación romántica con el comandante Chakotay en los últimos episodios de la serie. Siete es el personaje que comenta y cuestiona desde fuera las acciones y fallos de la Humanidad, en la mejor tradición de Star Trek.

#### Desconexión
En el episodio de introducción de Siete, el colectivo Borg crea una alianza temporal con la Voyager para combatir a la Especie 8472 y Siete es designada para servir cómo contacto con los humanos cuando Jenaway se niega a recibir un implante Borg. Después de derrotar a los alienígenas, ella intenta tomar el control de la nave para asimilar a la tripulación. Entonces Chakotay y B'Elanna Torres ejecutan un plan para evitarlo, lo que la desconecta del colectivo. Una vez desconectada, el Doctor realiza una serie de cirugías para retirar gran parte de los implantes Borg. Cuando se le sugirió retomar su nombre humano ella se negó y prefirió conservar su designación Borg.

#### Integración
Después de su deconexión Siete encontró en Janeway un mentor, quien le ayuda a entender y retomar su individualidad como humana además de incorporarse a la tripulación. Con ella desarrolló una relación tirante llena de asperezas, discusiones y finalmente de conciliación por lo que se vuelven muy cercanas; aunque Siete le cuesta trabajo admitirlo, uno de sus más grandes temores es no poder cubrir las expectativas que Janeway tiene en ella. El Doctor también la asiste con lecciones de "humanidad" que ella detesta pero acepta de mala gana; más adelante el Doctor se enamora de ella pero ella no le corresponde. 
Cuando finalmente Siete empieza a tratar el hecho de que fuese asimilada cuando era tan joven, ella encuentra a Tuvok como un amigo que le ayuda a tratar lo ocurrido y se entabla así una amistad entre ambos por ser además parecidos. En la segunda parte del episodio "Lazos Familiares" (Temporada 5, episodio 16) Siete demuestra resentimientos hacia sus padres por haber llevado a una niña de 4 años a una misión tan peligrosa.  Ella revela al doctor sus sentimientos hostiles "¡Mis padres subestimaron al colectivo.  Fueron destruidos por su arrogancia, y yo fui entregada a los borg!" 
Siete resulta ser, a su vez, una mujer compasiva con una faceta protectora y maternal; su primera amiga en la nave es Naomi Wildman; más adelante se hace cargo de un grupo de drones que la Voyager rescata después de abandonar sus cámaras de maduración prematuramente en un cubo Borg abandonado (Temporada 6, episodio 16, "El colectivo"), creando una fuerte dependencia hacía Icheb a quién toma por protegido.
El personaje toma un giro inesperado al final de la serie, cuando intenta incursionar más en su humanidad, por lo que crea una simulación de holocubierta dónde sostiene una relación amorosa con Chakotay. Esta relación es llevada a la "realidad" en los últimos episodios.

### Fenris Rangers
Tras volver a la Tierra y tras la destrucción del planeta Rómulo, Siete se une a los Fenris Rangers para defender a quienes no tienen nadie que les defienda consecuencia del abandono de la Federación de sus ideales a causa de las circunstancias que rodearon la destrucción de Romulo. Tuvo que ser testigo del cruel asesinato de Icheb, que fue asesinado por una criminal llamada Bjayzl para obtener en beneficio económico suyo sus partes Borg. Más tarde se une a Jean-Luc Picard cuando este necesita ayuda para encontrar a Bruce Maddox y también se venga de Bjayzl por lo que hizo a Icheb.

### Personalidad
A pesar de la similitud de la personalidad de Siete con la de los vulcanos existen diferencias marcadas. Ella, a pesar de ser fría, arrogante y analítica, en ocasiones se presenta pasional, vulnerable e incluso cálida, siempre marcada por la inexpresión de los drones Borg.
El discurso de Siete también es muy distinto, ya que parece consevar la sintaxis y vocabulario borg que refleja su herencia cyborg. Sus oraciones raramente contienen contracciones. Esta característica también es relevante en el personaje Data en Star Trek: La nueva generación.
Siete tiene una tendencia hacía el mecanicismo y al pensamiento binario y a la lógica absoluta, por lo que le es difícil expresarse en "escala de grises", lo que le hace ser en ocasiones inflexible en sus juicios. Como resultado, describe todo sin connotaciones emocionales, separando todo el conocimiento en dos categorías: relevante o irrelevante. Esto cambia con el tiempo, y años más tarde alcanza una madurez emocional que le permite sentir y expresar un gran rango de emociones.

## Recepción
La reacción inicial de los fanáticos fue mixta y algunos acusaron al programa de agregarla para atraer a más espectadores masculinos de entre 18 y 35 años, lo cual fue negado por Braga. El traje de Siete fue criticado por el productor y escritor de la saga Ronald D. Moore, quién dijo que debería tener mayor apariencia Borg. También fue criticado por algunos que consideraron su imagen hipersexual como un intento de los productores de atraer público masculino, más allá de los requerimientos narrativos del propio proyecto.Keith DeCandido de Tor.com criticó el cabello y el vestuario, que "por razones que no tienen absolutamente nada que ver con el personaje y sí con factores externos", pero que la actuación de Ryan logra elevar las cosas y darle a Seven una viaje convincente.Ryan se sorprendió por la reacción inmediata de los fans en Internet, ya que había un sitio web completo dedicado a ella, creado sólo seis días después de su casting.
Ziauddin Sardar dijo en el New Statesman que su aparición en la Voyager "restauró el impulso warp" del programa, lo que resultó en una "nota triunfante" para el inicio de la siguiente temporada. Mientras tanto, Ian Spelling, escribiendo en la revista Starlog en 1998, dijo que la introducción de Seven fue "sólo la patada en el asteroide que la Voyager necesitaba". 
Rob Owen del Chicago Sun-Times dijo que a la mayoría del elenco de la Voyager le "faltaba profundidad", con la excepción de Seven, el Doctor y la Capitana Janeway. Al final de la serie, Seven fue descrito como el "miembro del reparto más fascinante" y la "primera bomba auténtica de Trek desde Uhura" por Frank Ahrens en The Washington Post.
En 2009, IGN clasificó a Seven of Nine como el duodécimo mejor personaje de Star Trek en general. En 2012, Paste calificó a Seven of Nine como el quinto mejor personaje de todo Star Trek. En 2016, Screen Rant calificó a Seven of Nine como el décimo mejor personaje de Star Trek en general. Destacan la lenta recuperación del personaje tras ser víctima de los Borg. En 2018, CBR clasificó a Jeri Ryan como la decimocuarta mejor actor/actriz de la franquicia Star Trek.
Askmen.com clasificó a Seven of Nine como la cuarta mujer más atractiva del género de ciencia ficción, incluido el cine y la televisión. En 2011, Seven of Nine ocupó el segundo lugar como la segunda mujer más sexy de la televisión de ciencia ficción. En 2017, Screen Rant clasificó a Siete de Nueve como la cuarta persona más atractiva en el universo de Star Trek.  CBR clasificó a Siete de Nueve como el personaje femenino "15º más feroz" del universo de Star Trek. En 2019 SyFy clasificó a Seven of Nine como el cuarto personaje más sexy de Star Trek. 